# Vaiste laht
Vaiste laht eller Vaiste lõpp är en vik på Estlands sydvästkust. Den ligger i Varbla kommun på gränsen mot Tõstamaa kommun och i landskapet Pärnumaa, 130 km söder om huvudstaden Tallinn. Den är en del av norra Rigabukten.